# Chris Mark
Chris Mark (* 15. Oktober 1985 in Toronto, Ontario) ist ein kanadischer Schauspieler, Stuntman, Stunt Coordinator und Kampfkünstler.

## Leben
Mark wurde am 15. Oktober 1985 in Toronto geboren. Sein Bruder ist James Mark, der als Filmregisseur, -produzent und Drehbuchautor sowie ebenfalls als Stuntman tätig ist. Er praktiziert die Kampfkünste Karate, Wushu Kung Fu, Muay Thai, Capoeira und Taekwondo, wo er Träger des 5. Dan Schwarzen Gürtels ist. 2001 repräsentierte er Kanada bei den World Martial Arts Games in Irland und konnte zwei Goldmedaillen und eine Bronzemedaille erkämpfen.
Seine ersten Schritte in der Filmindustrie machte er ab Mitte der 2000er als Stuntman. Zusätzlich agierte er 2008 als Stuntdouble von Jamie Bell im Film Jumper oder von Satya Bhabha in Scott Pilgrim gegen den Rest der Welt aus dem Jahr 2010. 2012 verkörperte er in Die Tribute von Panem – The Hunger Games das männliche Tribut aus Distrikt 5 und war außerdem als Stuntman tätig. In den Blockbustern Warcraft: The Beginning, Star Trek Beyond und Suicide Squad (2016), xXx: Die Rückkehr des Xander Cage (2017) und 2019 in X-Men: Dark Phoenix kam er als Stuntman zum Einsatz.
2017 übernahm er die Hauptrolle des David Lee im Actionfilm Killing Soldier – Der Krieger. Zwei Jahre später spielte er in der Rolle des David, eine der Hauptrollen, in dem Actionfilm Mutant Outcasts mit. In beiden Filmen fungierte sein Bruder James Mark als Regisseur.

## Filmografie (Auswahl)

### Schauspiel
- 2008: Die Mumie: Das Grabmal des Drachenkaisers (The Mummy: Tomb of the Dragon Emperor)
- 2010: Unnatural History (Fernsehserie, Episode 1x04)
- 2010: Gothic & Lolita Psycho (Gosurori shokeinin/ゴスロリ処刑人)
- 2011–2013: Karate-Chaoten (Kickin' It, Fernsehserie, 6 Episoden)
- 2012: Die Tribute von Panem – The Hunger Games (The Hunger Games)
- 2013: Cracked (Fernsehserie, Episode 1x06)
- 2017: Killing Soldier – Der Krieger (Kill Order)
- 2019: American Gods (Fernsehserie, Episode 2x02)
- 2019: Private Eyes (Fernsehserie, Episode 3x03)
- 2019: Riot Girls
- 2019: Mutant Outcasts (Enhanced)
- 2020: Coroner – Fachgebiet Mord (Coroner, Fernsehserie, Episode 2x03)
- 2020: October Faction (Fernsehserie, Episode 1x03)
- 2020: Future Man (Fernsehserie, Episode 3x06)
- 2020: The Boys (Fernsehserie, Episode 2x01)

### Stunts
- 2006: The Path to 9/11 – Wege des Terrors (The Path to 9/11, Mini-Serie)
- 2008: Jumper
- 2008: Der Love Guru (The Love Guru)
- 2008: Die Mumie: Das Grabmal des Drachenkaisers (The Mummy: Tomb of the Dragon Emperor)
- 2009: Aaron Stone (Fernsehserie)
- 2009: The Listener – Hellhörig (The Listener, Fernsehserie, Episode 1x05)
- 2009: Gooby
- 2010: Kick-Ass
- 2010: Unnatural History (Fernsehserie, 2 Episoden)
- 2010: Scott Pilgrim gegen den Rest der Welt (Scott Pilgrim vs. the World)
- 2010: Gothic & Lolita Psycho (Gosurori shokeinin/ゴスロリ処刑人)
- 2010: Mein Babysitter ist ein Vampir – Der Film (My Babysitter’s a Vampire, Fernsehfilm)
- 2010: Omg! (Fernsehsepzial)
- 2010–2013: Nikita (Fernsehserie, 3 Episoden)
- 2011: Supah Ninjas (Fernsehserie, 2 Episoden)
- 2011–2013: Karate-Chaoten (Kickin' It, Fernsehserie, 12 Episoden)
- 2012: Die Tribute von Panem – The Hunger Games (The Hunger Games)
- 2012: Degrassi: The Next Generation (Degrassi, Fernsehserie, Episode 12x18)
- 2012: XIII – Die Verschwörung (XIII, Fernsehserie, 3 Episoden)
- 2013: Pacific Rim
- 2013: Chroniken der Unterwelt – City of Bones (The Mortal Instruments: City of Bones)
- 2013: Carrie
- 2013: Played (Fernsehserie, Episode 1x05)
- 2013: Urlaub mit Hindernissen (The Best Man Holiday)
- 2014: RoboCop
- 2014: Lost Girl (Fernsehserie, 2 Episoden)
- 2014: Murdoch Mysteries – Auf den Spuren mysteriöser Mordfälle (Murdoch Mysteries, Fernsehserie, Episode 7x16)
- 2014: Wolves
- 2014: Happy New Year – Herzensdiebe (Happy New Year)
- 2014: Transporter: Die Serie (Transporter: The Series, Fernsehserie, Episode 2x10)
- 2015: Pixels
- 2015: Hollywood Adventures
- 2015: Minority Report (Fernsehserie, Episode 1x01)
- 2015: Heroes Reborn (Mini-Serie, Episode 1x01)
- 2015: Gridlocked
- 2016: Warcraft: The Beginning (Warcraft)
- 2016: Star Trek Beyond
- 2016: Suicide Squad
- 2017: xXx: Die Rückkehr des Xander Cage (xXx: Return of Xander Cage)
- 2017: Man Seeking Woman (Fernsehserie, Episode 3x06)
- 2017: Killjoys (Fernsehserie, Episode 3x08)
- 2017: Killing Soldier – Der Krieger (Kill Order)
- 2017: Mother!
- 2017: Flatliners
- 2018: Zombies – Das Musical (Zombies, Fernsehfilm)
- 2019: X-Men: Dark Phoenix (Dark Phoenix)
- 2019: The River You Step In
- 2019: Midway – Für die Freiheit (Midway)
- 2020: Spare Parts – Die Waffen sind wir (Spare Parts)
- 2020: The Boys (Fernsehserie, Episode 2x03)
- 2021: Titans (Fernsehserie, Episode 3x10)
- 2021: Mani Pedi (Kurzfilm)